# 19349 Denjoy
19349 Denjoy este un asteroid din centura principală de asteroizi.

## Descriere
19349 Denjoy este un asteroid din centura principală de asteroizi. A fost descoperit pe 13 februarie 1997 la Prescott (Arizona) de Paul G. Comba. Asteroidul prezintă o orbită caracterizată de o semiaxă mare de 2,79 ua, o excentricitate de 0,03 și o înclinație de 5,7° în raport cu ecliptica.